# Base aérienne Al Dhafra
La base aérienne Al Dhafra est située à 30 km au sud d'Abou Dabi, aux Émirats arabes unis, à 225 km des côtes iraniennes. Elle est la plus grande base aérienne du pays, sur laquelle sont stationnés des appareils de la Force aérienne des Émirats arabes unis, des États-Unis et de la France.

## Forces des Émirats arabes unis
La base abrite la majorité des avions de combat de la Force aérienne des Émirats arabes unis, principalement des Mirage 2000-9EAD/DAD français et des F-16E/F Block 60 Desert Falcon américains. Une brigade de l'aviation légère des forces terrestres est également stationnée sur la base ; elle est équipée d'hélicoptères Fennec d'Airbus Helicopters et d’Apache de Boeing. Ces unités sont notamment intervenues lors de l'invasion du Koweït en 1991.

### Unités déployées
- 1er Escadron Shaheen, F-16E/F Block 60 Desert Falcon
- 2e Escadron Shaheen, F-16E/F Block 60 Desert Falcon
- 3e Escadron Shaheen, F-16E/F Block 60 Desert Falcon
- 71e Escadron de chasse, Mirage 2000-9EAD/DAD
- 76e Escadron de chasse, Mirage 2000-9EAD/DAD
- 86e Escadron de chasse, Mirage 2000-9EAD/DAD
- 10e Brigade de l'aviation légère, AS.550C3 Fennec et AH-64A Apache

## Forces des États-Unis

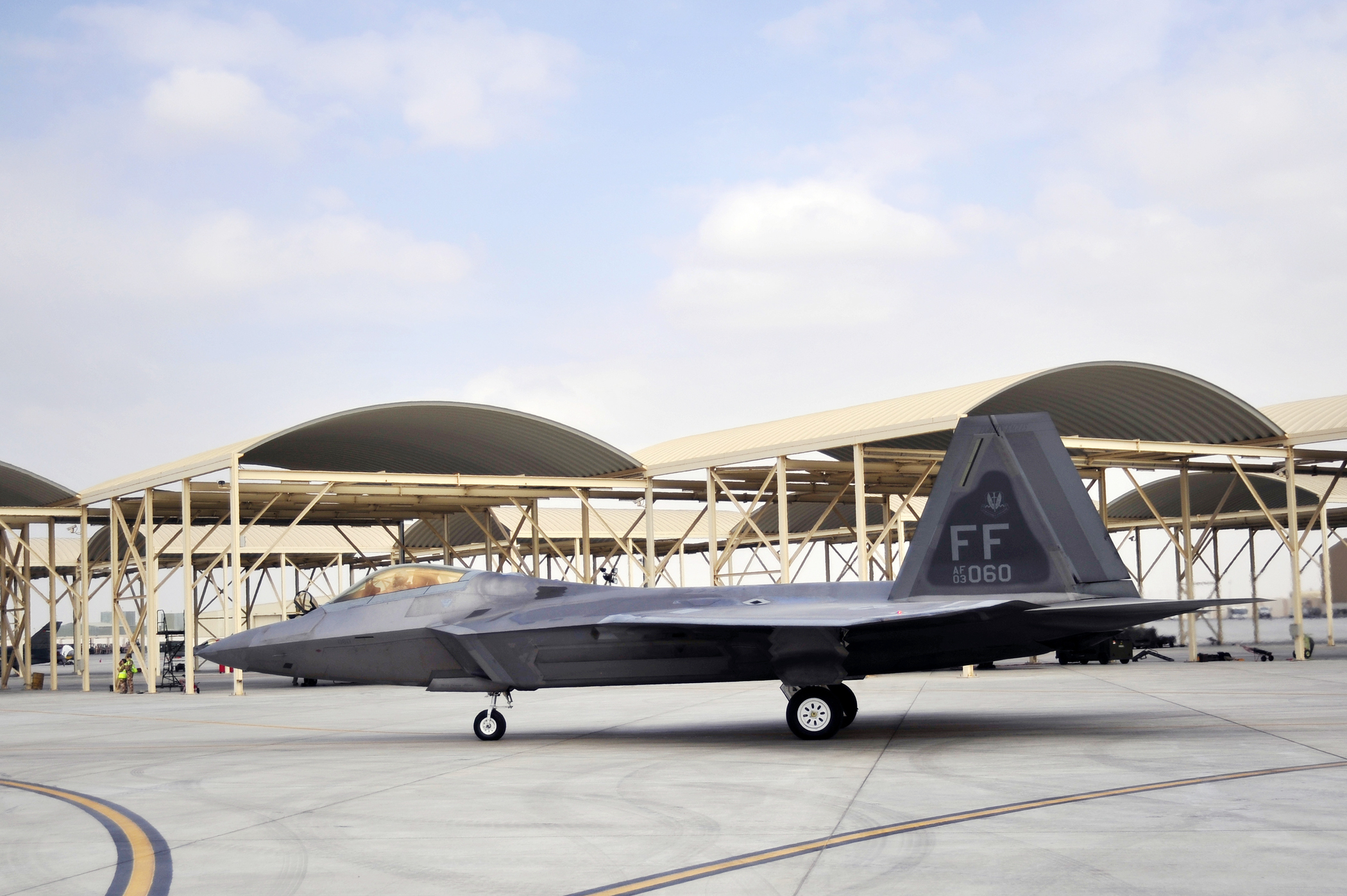
F-22 américain en déploiement en 2009.

La 380e escadre expéditionnaire de la Force aérienne des États-Unis (380th Air Expeditionary Wing) dispose d'une base permanente au sein du complexe d'Al Dhafra. Après les attentats du 11 septembre 2001, l'unité a été réactivée le 25 janvier 2002 afin d'appuyer l'opération Enduring Freedom en Afghanistan, fournissant à la fois la reconnaissance et de ravitaillement aérien sur zone. La 380e escadre a soutenu l'opération Liberté irakienne en 2003 et l'opération New Dawn qui l'a suivi. En outre, elle a fourni un soutien à la Combined Joint Task Force - Corne de l'Afrique.

### Unités déployées
- 380e escadre expéditionnaire
  - McDonnell Douglas KC-10 Extender
  - Lockheed U-2
  - Northrop Grumman RQ-4 Global Hawk
  - Boeing E-3 Sentry (AWACS)

## Forces de la France
Elle abrite la base aérienne 104 de l'Armée de l'air française, créée le 1er septembre 2008 dans l'enceinte de la base. Il est à noter qu'elle reprend le numéro mécanographique de la BA 104 Dugny-Le Bourget, dissoute en 1985.
Entamée dès 1971, la coopération franco-émirienne en matière de défense est devenue étroite après la guerre du Golfe. L’accord du 18 janvier 1995 par lequel la France s’engage à défendre la souveraineté des Émirats en établit le cadre actuel.
Deux Mirage IV P et deux C-135 FR sont détachés sur la base aérienne d'Al Dhafra dans le cadre de l'opération française Heraclès durant la guerre d'Afghanistan, qui mobilise des Mirage 2000 puis Rafale de l'armée de l'air et de l'aviation navale du porte-avions Charles de Gaulle, plusieurs autres navires ainsi que 2 200 militaires français au sol. La mission de six heures des Mirage IVP consiste à survoler l'Afghanistan une fois par jour aller (traversée de la mer d’Arabie, survol par le sud du Pakistan, 1er ravitaillement en vol par C-135 FR au-dessus de l'Afghanistan, mission de reconnaissance d'1 h 40 min) et retour (après un 2e ravitaillement). Un total de 80 missions seront effectuées à partir du 21 octobre 2001. Les Mirage IVP regagnent la France métropolitaine en février 2002.
La mise en œuvre de la BA 104, enclave sur la base militaire émiratie Al Dhafra, qui accueillait déjà des détachements américains, également depuis la guerre du Golfe, est annoncée le 15 janvier 2008 par le président de la République française. Cette « base interarmées permanente » nommée Implantation militaire française aux Émirats arabes unis (IMFEAU) comprenant au total trois installations distinctes, une pour chacune des trois armées, accueille 250 personnels depuis septembre 2009. Le 1er octobre 2008, les appareils français arrivèrent et les premiers exercices eurent lieu en novembre 2008. Elle a été officiellement inaugurée le 26 mai 2009.
La dimension politique de l'engagement français retient l'attention : la « base interarmées permanente » dispose des moyens, de commandement en particulier, qui lui permettent d'accueillir un corps expéditionnaire important dans le cadre d’une intervention en coalition. Enfin, sa création entre dans le cadre d’une réorganisation d’ensemble du dispositif français d'intervention qui le fait basculer de l'Afrique de l'ouest vers l'axe golfe Persique-océan Indien.

### Unités déployées
- Escadron de chasse 1/2 Cigognes avec 3 Mirage 2000-5 entre 2008 et 2011.
- Escadron de chasse 3/30 Lorraine avec 3 Dassault Rafale aux alentours du mois d'octobre 2010, 6 de novembre 2011 à juin 2016[7].
- Escadron de chasse 1/7 Provence avec 6 Rafale depuis juin 2016
- Groupe de ravitaillement en vol 02.091 Bretagne avec un C-135FR[8].

#### Unités déployées lors de l'opération Chammal
Lors de l'opération Chammal qui vise à mener des frappes contre l'État islamique en Irak, 600 hommes sont déployés afin d'assurer l'opérabilité du groupe aérien composé de 9 chasseurs-bombardiers Dassault Rafale, 1 avion de renseignement Breguet Atlantique 2 et 1 Boeing E-3F Awacs et du C-135FR prépositionné sur la base.

## Complément